# 何杏楓
何杏楓（英語：Carole Hang Fung HOYAN，1968年—），香港中文大學文學士、哲學碩士，加拿大英屬哥倫比亞大學哲學博士，現任香港中文大學中國語言及文學系教授，研究興趣為中國現當代文學，任教科目包括「現代戲劇」、「現代小說」和「張愛玲研究」。

## 簡歷
何杏楓生於1968年，父親何昌，母親黃鎂英。她從幼稚園開始，便已在協恩唸書，先後畢業於協恩中學附屬幼稚園、協恩中學附屬小學，一直到協恩中學畢業。1986年入讀香港中文大學崇基學院，主修哲學，二年級時轉為主修中國語言及文學，副修翻譯。1990年本科畢業後，入讀香港中文大學研究院中國語言及文學學部，師從黃繼持，1992年獲哲學碩士學位，論文題目為《論沈從文短篇小說的敘事手法》。同年取得尤德爵士海外獎學金及英聯邦獎學金赴笈加拿大的英屬哥倫比亞大學深造，師從 Michael S. Duke，專研張愛玲的作品，1996年獲哲學博士學位，論文題目為 "The Life and Work of Zhang Ailing: A Critical Study" 。之後何杏楓返回香港中文大學中國語文及文學系任教。她現時任職香港中文大學中國語言及文學系副教授。

## 個人生活
何杏楓與丈夫楊國榮是香港中文大學的同學，初時倆人同屬崇基學院的哲學系，後來何杏楓轉至中國語言及文學系，倆人同於1990年本科畢業。1992年碩士畢業後，倆人結婚並一同赴笈加拿大英屬哥倫比亞大學進修。何杏楓於1996取得博士學位，楊國榮於1998年取得博士學位。倆人育有一女楊靜得，出生於2006年，名字來源自《大學》中的「定而後能靜，靜而後能安，安而後能慮，慮而後能得」。
楊氏夫婦於2008年7月29日得知楊國榮患上末期腎癌，何杏楓回憶說：「知道消息後，我們到了一家精緻的餐館，他說要吃一頓好的，好平順這翻天覆地的日子。......在歸家的路上我說，好像發了一場惡夢。他微微笑了說，我的感覺剛好相反，我倒覺得，我們才剛從夢中醒來。是的，無常是人生的真相。他在八月八日寫了知道消息後的第一篇日記，題目是『新生』。」楊國榮於2010年7月29日在香港浸信會醫院辭世，終年43歲。

## 電視節目
何杏楓曾主持無綫電視製作的教育資訊性節目《妙趣廣州話》，節目目的是指出一些粵語廣州話中常用但極少用於書面的粵語詞匯，並解釋一些字的正確讀音及寫法。之後並在該節目的基礎上，篩選了一百個與生活密切相關的粵語詞彙，編纂成《追本窮源: 粵語詞彙趣談》一書。

## 作品

### 著作
- 何杏楓（2018）。《重探張愛玲: 改編．翻譯．研究》。香港：中華書局。ISBN 9789888512805
- 李歐梵、王德威、馮晞乾、張英進、林幸謙、宋偉傑、姚玳玫、桑梓蘭、王曉珏、池上貞子、黃心村、金凱筠、何杏楓、林春城、金良守、張歡、蔡秀粧、葉雷、王迪（2018）。《千迴萬轉: 張愛玲學重探》。台北：聯經。ISBN 9789570851557
- 陳雄根、何杏楓、張錦少（2006）。《追本窮源: 粵語詞彙趣談》。香港：三聯書店。ISBN 9789620425349
- 張秉權、何杏楓（2001）。《香港話劇口述史: 30年代至60年代》。香港：香港戲劇工程。ISBN 9789628582020
- Hoyan, Carole H.F. (1996). "The Life and Work of Zhang Ailing: A Critical Study". Ph.D. Thesis. Vancouver, Canada: The University of British Columbia.
- 何杏楓（1992）。《論沈從文短篇小說的敘事手法》，哲學碩士論文。香港：香港中文大學研究院中國語文及文學學部。

### 編纂
- 何杏楓（編）（2017）。《五度燕歸來：第五屆新紀元全球華文青年文學獎作品集》。香港：天地圖書。ISBN 9789888257836
- 何杏楓（編）（2012）。《燕自四方來：第四屆新紀元全球華文青年文學獎作品集》。香港：天地圖書。ISBN 9789882198562

## 外部連結
- 何杏楓教授 （页面存档备份，存于）
- 【字裡人】何杏楓談張愛玲作品改編：電影《傾城之戀》 （页面存档备份，存于）